# Zapotitlán Palmas
Zapotitlán Palmas es una comunidad en el Municipio de Zapotitlán Palmas en el estado de Oaxaca, al sur de México. Zapotitlán Palmas está a 1916 metros de altitud. 

## Geografía
Está ubicada a 17° 31' 55.2" latitud norte y 97° 29' 25.44" longitud oeste.

## Población
Según el censo de población de INEGI del 2010: la comunidad cuenta con una población total de 1246 habitantes, de los cuales 703 son mujeres y 543 son hombres. Del total de la población 259 personas hablan alguna lengua indígena.

## Ocupación
El total de la población económicamente activa es de 528 habitantes, de los cuales 258 son hombres y 270 son mujeres.